# 鉄王
鉄王（てつおう）は、福岡県北九州市八幡西区の地名。鉄王一丁目から二丁目の町がある。住居表示実施済み。郵便番号は806-0057。

## 地理
八幡西区の中央部に位置し、北に鉄竜、北東に南王子町、東に小鷺田町・別所町、南に引野、西に相生町と接する。

### 河川
- 普通河川 宮川

## 地域の特徴
町域の中央を宮川が北流し、一丁目と二丁目を隔てている。住宅地であり、宮川より西側はほぼ平坦な地形で、東側の北部は北端に向かって上り傾斜となっている。一丁目に北九州市立引野ひまわり学園，北九州銀行 相生支店がある。

## 歴史
歴史については隣町である鉄竜の歴史を参照。

### 地名の由来
八幡製鉄所の「鉄」と竹末の「龍王神社」が由来といわれる。

### 沿革
- 1973年（昭和48年）6月1日 - 鉄王一丁目 - 二丁目新設[4]。
- 1974年（昭和49年）4月1日 - 八幡区が八幡西区と八幡東区に分かれ、八幡区鉄王一丁目 - 二丁目は八幡西区鉄王一丁目 - 二丁目となる[5]。

### 町名の変遷
| 実施内容          | 実施年月日               | 実施後     | 実施前                     |
| ----------------- | ------------------------ | ---------- | -------------------------- |
| 町名新設 住居表示 | 1973年（昭和48年）6月1日 | 鉄王一丁目 | 大字穴生，大字引野の各一部 |
| 町名新設 住居表示 | 1973年（昭和48年）6月1日 | 鉄王二丁目 | 大字引野の一部             |

## 世帯数と人口
2025年（令和7年）3月31日現在（北九州市発表）の世帯数と人口は以下の通りである。
| 町         | 世帯数  | 人口    |
| ---------- | ------- | ------- |
| 鉄王一丁目 | 514世帯 | 1,150人 |
| 鉄王二丁目 | 417世帯 | 1,279人 |
| 計         | 931世帯 | 2,429人 |

### 人口の変遷
国勢調査による人口の推移。
| 1995年（平成7年）  | 1,821人 | [ 7 ]  |  |
| 2000年（平成12年） | 1,837人 | [ 8 ]  |  |
| 2005年（平成17年） | 1,710人 | [ 9 ]  |  |
| 2010年（平成22年） | 1,922人 | [ 10 ] |  |
| 2015年（平成27年） | 2,302人 | [ 11 ] |  |
| 2020年（令和2年）  | 2,532人 | [ 12 ] |  |

### 世帯数の変遷
国勢調査による世帯数の推移。
| 1995年（平成7年）  | 655世帯 | [ 7 ]  |  |
| 2000年（平成12年） | 677世帯 | [ 8 ]  |  |
| 2005年（平成17年） | 542世帯 | [ 9 ]  |  |
| 2010年（平成22年） | 625世帯 | [ 10 ] |  |
| 2015年（平成27年） | 694世帯 | [ 11 ] |  |
| 2020年（令和2年）  | 808世帯 | [ 12 ] |  |

## 学区
市立小・中学校に通う場合、学区は以下の通りとなる。
| 町         | 街区 | 小学校               | 中学校               |
| ---------- | ---- | -------------------- | -------------------- |
| 鉄王一丁目 | 全域 | 北九州市立引野小学校 | 北九州市立引野中学校 |
| 鉄王二丁目 | 全域 | 北九州市立引野小学校 | 北九州市立引野中学校 |

## 交通

### バス
域内のバス停と系統は以下のとおりである。
| 運行事業者 | 運行事業者     | 西鉄バス北九州 |
| 系統       | 系統           | 57             |
| 停留所     | 穴生ドーム南口 | ○              |

## 施設

### 金融機関
- 北九州銀行 相生支店

### 商業施設
- スピナマート 穴生店

### 社会福祉施設
- 北九州市立引野ひまわり学園

### 公園
- 鉄王西公園
- 鉄王東公園